# Забайкальский фронт
Забайкальский фронт (сокращённые названия Заб. Ф, Забфронт) (15 сентября 1941 — 9 октября 1945) — фронт РККА во время Второй мировой войны. Численность Забайкальского фронта на начало войны с Японией составляла свыше 600 тыс. человек.

## История
Забайкальский фронт образован 15 сентября 1941 года на базе Забайкальского военного округа, в связи с угрозой вступления Японии в войну против СССР. В период до 1945 года войска фронта непрерывно строили оборонительные рубежи вдоль границы СССР с оккупированной Японией Маньчжурией. Обстановка была действительно сложная: только в 1944 году было зафиксировано 144 случая нарушения японскими военными сухопутной и воздушной границы, 39 обстрелов советской территории.
В период Великой Отечественной войны Забайкальский фронт направил на советско-германский фронт 16 дивизий (11 стрелковых, кавалерийскую, три танковые, мотострелковую) и две бригады (стрелковую и артиллерийскую). Всего — около 300 тыс. человек, более 2 тыс. орудий и миномётов, свыше 1,4 тыс. танков.
После разгрома Германии группировка советских войск в Забайкалье стала быстро наращиваться, с мая 1945 года сюда прибыли 2 общевойсковые и 1 танковая армии, а также большое количество отдельных частей.
В августе 1945 войска фронта приняли участие в Маньчжурской стратегической наступательной операции на хингано-мукденском направлении (Хингано-Мукденская фронтовая операция). Сначала они преодолели безводные степи Внутренней Монголии и приграничный укреплённый район на калганском, долоннорском, солуньском и хайларском направлениях. Затем, взаимодействуя с Монгольской народно-революционной армией разгромили японские войска (44-я и 30-я армии 3-го фронта, часть сил 4-й отдельной армии Квантунской армии, Суйюаньская армейская группа). Преодолели хребет Большой Хинган и 19 августа вышли на рубеж Чжанцзякоу (Калган), Чэндэ (Жэхэ), Чифэн, Шэньян (Мукден), Чанчунь и Цицикар. После прекращения Японской императорской армией сопротивления войска фронта занимались разоружением и приёмом капитулировавших войск противника.
9 октября 1945 года Забайкальский фронт был расформирован. Полевое управление фронта реорганизовано в управление Забайкальско-Амурского военного округа, с включением в него армий Забайкальского фронта. Монгольские соединения и части конно-механизированной группы вернулись в состав войск Монгольской Народной Республики.

## Состав
Первоначально:
- 17-я армия
- 36-я армия

В последующем входили:
- 12-я воздушная армия (1 августа 1942)
- Забайкальская армия ПВО (30 апреля 1945)
- 39-я армия (20 июня 1945)
- 53-я армия (1 июля 1945)
- 6-я гвардейская танковая армия (1 июля 1945)
- Конно-механизированная группа генерал-полковника И. А. Плиева (5 июля 1945)

## Командование

### Командующие
- Генерал-лейтенант, с 7 мая 1943 генерал-полковник Ковалёв М. П. (15 сентября 1941 — 12 июля 1945)
- Маршал Малиновский Р. Я. (12 июля — 9 октября 1945).

### Члены Военного совета
- Корпусной комиссар, с 6 декабря 1942 генерал-лейтенант Зимин К. Н. (15 сентября 1941 — 7 июля 1944),
- Генерал-майор Сорокин К. Л. (28 июля 1944 — 9 октября 1945)
- Генерал-лейтенант Тевченков А. Н. (10 июня — 9 октября 1945).

### Начальники штаба
- Генерал-майор с 1 сентября 1943 Генерал-лейтенант Троценко Е. Г. (15 сентября 1941 — 12 июля 1945),
- Генерал армии Захаров М. В. (12 июля — 9 октября 1945).

#### Начальник войск связи
- Генерал-лейтенант войск связи Мирошников, Павел Дмитриевич ( с 1944 по 1945 год)

## Газета
Выходила газета «На боевом посту». Редактор — полковник Мельянцев Михаил Фролович (1907—1966)

## Мемуары
- «Забайкальский фронт» Воспоминания Барякина Николая Васильевича